# Fabio Kaufmann
Fabio Herbert Kaufmann (* 8. September 1992 in Aalen) ist ein deutsch-italienischer Fußballspieler.

## Leben
Kaufmanns Familie betreibt im Aalener Ortsteil Dewangen ein Autohaus. Durch seine Familie war er schon früh dem VfR Aalen verbunden: Sein Großvater war in den 1970er Jahren Manager des Vereins, sein Vater war als Spieler in der zweiten Mannschaft aktiv. Er selbst war später bei Heimspielen als Balljunge im Einsatz und begleitete die Mannschaft zu Auswärtsspielen.
Im Alter von sechs Jahren nahm Kaufmann am Zecchino d’Oro teil mit dem Lied Un cuoricino in più. Er erlangte 2012 in Aalen das Abitur und absolvierte anschließend ein Freiwilliges Soziales Jahr in Ulm.

## Karriere
Seinen fußballerischen Werdegang begann Kaufmann 2001 in der Jugendabteilung des damaligen Drittligisten VfR Aalen bei den G-Junioren („Bambinis“) und durchlief in den folgenden Jahren die verschiedenen Jugendmannschaften. Als Mitglied der B-Jugend kam er dabei gelegentlich auch bei den Spielen der A-Junioren zum Einsatz. Um höherklassig zu spielen, wechselte er 2009 schließlich in die A-Jugend des SSV Ulm 1846, die in der zweiten deutschen Juniorenliga, der U19-Oberliga spielte. Mit dem Team erreichte er in seinem ersten Jahr den Aufstieg in die A-Junioren-Bundesliga. In der höchsten deutschen Juniorenliga spielte er in der Saison 2010/11 als Stammspieler gegen die Jugendmannschaften von Erst- und Zweitligisten, konnte aber mit der Mannschaft den Klassenerhalt nicht erreichen und stieg am Saisonende mit neun Punkten Rückstand auf einen Nichtabstiegsplatz wieder in die U19-Oberliga ab.
Parallel dazu kam Kaufmann auch in der ersten Herrenmannschaft des SSV Ulm 1846 auf zwei Einsätze in der Regionalliga, in denen er zwar jeweils in der Startaufstellung stand, aber beide Male in der zweiten Halbzeit wieder ausgewechselt wurde. Die Herrenmannschaft stieg am Saisonende in die fünftklassige Oberliga ab. Dort konnte sich der Mittelfeldspieler in der folgenden Saison 2011/12 unter Trainer Paul Sauter als Stammspieler etablieren und trug mit vier Treffern und fünf Torvorlagen zum direkten Wiederaufstieg der Mannschaft bei. In der neuen Liga konnte sich Kaufmann in der folgenden Saison 2012/13 nochmals steigern, erzielte neun Tore selbst und bereitete zwei weitere vor.
Nachdem sein Vertrag mit den Ulmern im Sommer 2013 ausgelaufen war, kehrte er zum VfR Aalen zurück, der ihn für seine inzwischen in der 2. Bundesliga spielende Profimannschaft unter Trainer Stefan Ruthenbeck verpflichtete. Seinen ersten Zweitligaeinsatz hatte Kaufmann am zweiten Spieltag der neuen Saison, als er in der Partie gegen den Bundesligaabsteiger SpVgg Greuther Fürth eingewechselt wurde. Nachdem er mit dem VfR Aalen am Ende der Saison 2014/15 in die 3. Liga abgestiegen war, wechselte Kaufmann im Sommer 2015 zu Energie Cottbus. Bei Energie Cottbus spielte er in der Spielzeit 2015/16 alle 38 Saisonspiele in der 3. Liga. Die Spielzeit endete mit dem Abstieg für Cottbus. In der nächsten Saison spielte er in der 2. Bundesliga für den FC Erzgebirge Aue. Am 25. Januar 2018 verpflichtete der Drittligist Würzburger Kickers den vereinslosen Kaufmann. Mit dem Verein stieg er am Ende der Saison 2019/20 in die 2. Bundesliga auf. Kaufmann selbst erzielte 14 Saisontore und war mit 12 Assists zudem bester Vorlagengeber der Liga.
Ende Juli 2020 unterschrieb er einen Zweijahresvertrag bei der Eintracht aus Braunschweig. Nachdem er mit dieser aber 2021 aus der 2. Bundesliga abgestiegen war, wechselte er zum Karlsruher SC und blieb damit zweitklassig. Nach 23 Punkt- und drei Pokalspielen für den Karlsruher SC kehrte er ein Jahr später zur zwischenzeitlich wieder aufgestiegenen Eintracht Braunschweig zurück.

## Erfolge
- Aufstieg in die 2. Bundesliga: 2020 mit den Würzburger Kickers
- Aufstieg in die Regionalliga: 2012 mit dem SSV Ulm 1846
- Aufstieg in die A-Junioren-Bundesliga: 2010 mit dem SSV Ulm 1846